# Giải vô địch bóng đá châu Âu 2016 (Bảng C)

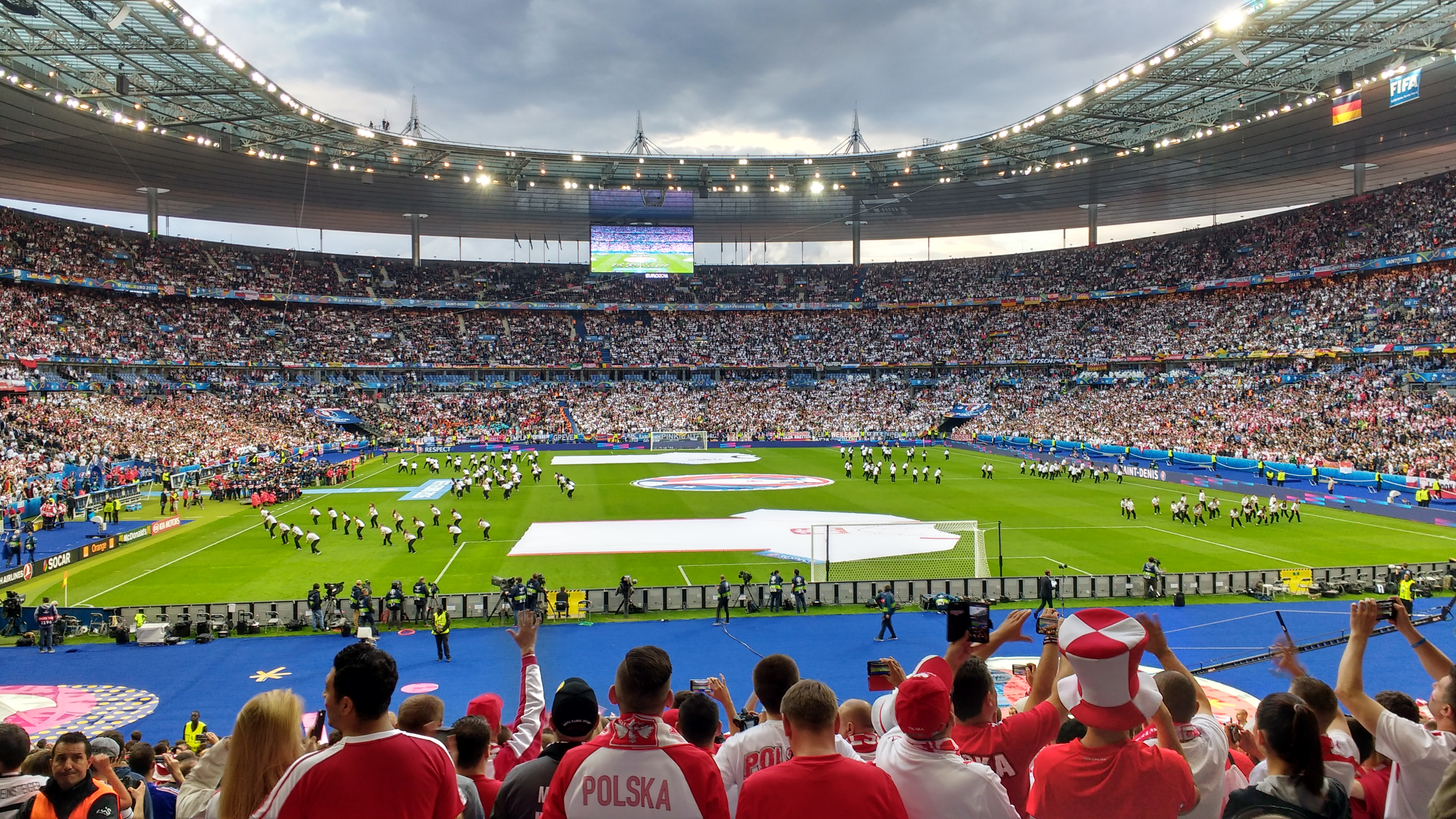
Trước giờ trận đấu giữa Đức - Ba Lan tại Stade de France

Bảng C của Euro 2016 có sự góp mặt của 4 đội: Đức, Ukraina, Ba Lan, Bắc Ireland. Bảng này chỉ có Đức là đội duy nhất vô địch châu Âu 3 lần (1972 và 1980 với tên gọi Tây Đức và 1996 với tư cách là một nước Đức thống nhất). Bắc Ireland là đội lần đầu tham dự Euro. Các trận đấu diễn ra từ ngày 12 đến ngày 21 tháng 6 năm 2016.

## Các đội
| Nhóm | Đội tuyển   | Tư cách qua vòng loại | Số lần tham dự | Lần tham dự gần đây nhất | Thành tích tốt nhất        | Xếp hạng UEFA Tháng 10, 2015 | Xếp hạng FIFA Tháng 6, 2016 |
| ---- | ----------- | --------------------- | -------------- | ------------------------ | -------------------------- | ---------------------------- | --------------------------- |
| C1   | Đức         | Nhất bảng D           | 12th           | 2012                     | Vô địch (1972, 1980, 1996) | 1                            | 4                           |
| C2   | Ukraina     | Thắng trận play-off   | 2nd            | 2012                     | Vòng bảng (2012)           | 14                           | 19                          |
| C3   | Ba Lan      | Nhì bảng D            | 3rd            | 2012                     | Vòng bảng (2008, 2012)     | 17                           | 27                          |
| C4   | Bắc Ireland | Nhất bảng F           | 1st            | —                        | Lần đầu                    | 33                           | 25                          |

Chú thích
1. ↑  Bảng xếp hạng FIFA khu vực châu Âu vào tháng 10 năm 2015 được sử dụng trước khi bốc thăm vòng bảng

## Kết quả
| VT | Đội         | ST | T | H | B | BT | BB | HS | Đ | Giành quyền tham dự     |
| -- | ----------- | -- | - | - | - | -- | -- | -- | - | ----------------------- |
| 1  | Đức         | 3  | 2 | 1 | 0 | 3  | 0  | +3 | 7 | Vòng đấu loại trực tiếp |
| 2  | Ba Lan      | 3  | 2 | 1 | 0 | 2  | 0  | +2 | 7 | Vòng đấu loại trực tiếp |
| 3  | Bắc Ireland | 3  | 1 | 0 | 2 | 2  | 2  | 0  | 3 | Vòng đấu loại trực tiếp |
| 4  | Ukraina     | 3  | 0 | 0 | 3 | 0  | 5  | −5 | 0 |                         |

Ở vòng 16 đội:
- Đội nhất bảng C, Đức, đối đầu với đội xếp thứ ba bảng B, Slovakia.
- Đội nhì bảng C, Ba Lan, đối đầu với đội nhì bảng A, Thụy Sĩ.
- Đội xếp thứ ba bảng B, Bắc Ireland, đối đầu với đội nhất bảng B, Wales.

## Các trận đấu
Giờ thi đấu tính theo giờ địa phương (UTC+2)

### Ba Lan v Bắc Ireland
| Ba Lan    | 1–0      | Bắc Ireland |
| --------- | -------- | ----------- |
| Milik 51' | Chi tiết |             |

| Ba Lan | Bắc Ireland |

| TM                      | 1  | Wojciech Szczęsny      |     |     |
| HV                      | 20 | Łukasz Piszczek        | 89' |     |
| HV                      | 15 | Kamil Glik             |     |     |
| HV                      | 2  | Michał Pazdan          |     |     |
| HV                      | 3  | Artur Jędrzejczyk      |     |     |
| TV                      | 16 | Jakub Błaszczykowski   |     | 80' |
| TV                      | 10 | Grzegorz Krychowiak    |     |     |
| TV                      | 5  | Krzysztof Mączyński    |     | 78' |
| TV                      | 21 | Bartosz Kapustka       | 65' | 88' |
| TĐ                      | 7  | Arkadiusz Milik        |     |     |
| TĐ                      | 9  | Robert Lewandowski (c) |     |     |
| Vào sân thay người:     |    |                        |     |     |
| TV                      | 6  | Tomasz Jodłowiec       |     | 78' |
| TV                      | 11 | Kamil Grosicki         |     | 80' |
| TV                      | 17 | Sławomir Peszko        |     | 88' |
| Huấn luyện viên trưởng: |    |                        |     |     |
| Adam Nawałka            |    |                        |     |     |

| TM                      | 1  | Michael McGovern |     |     |
| HV                      | 2  | Conor McLaughlin |     |     |
| HV                      | 20 | Craig Cathcart   | 69' |     |
| HV                      | 5  | Jonny Evans      |     |     |
| HV                      | 4  | Gareth McAuley   |     |     |
| TV                      | 17 | Paddy McNair     |     | 46' |
| TV                      | 3  | Shane Ferguson   |     | 66' |
| TV                      | 16 | Oliver Norwood   |     |     |
| TV                      | 8  | Steven Davis (c) |     |     |
| TV                      | 6  | Chris Baird      |     | 76' |
| TĐ                      | 10 | Kyle Lafferty    |     |     |
| Vào sân thay người:     |    |                  |     |     |
| TV                      | 14 | Stuart Dallas    |     | 46' |
| TĐ                      | 11 | Conor Washington |     | 66' |
| TV                      | 19 | Jamie Ward       |     | 76' |
| Huấn luyện viên trưởng: |    |                  |     |     |
| Michael O'Neill         |    |                  |     |     |

| Cầu thủ xuất sắc nhất trận: Grzegorz Krychowiak (Ba Lan) Trợ lý trọng tài: Octavian Șovre (România) Sebastian Gheorghe (România) Trọng tài bàn: Anastasios Sidiropoulos (Hy Lạp) Các trọng tài phụ (khu vực cấm địa): Alexandru Tudor (România) Sebastian Colţescu (România) Giám sát trận đấu: Damianos Efthymiadis (Hy Lạp) |

### Đức v Ukraina
| Đức                                | 2–0      | Ukraina |
| ---------------------------------- | -------- | ------- |
| Mustafi 19' · Schweinsteiger 90+2' | Chi tiết |         |

| Đức | Ukraina |

| TM                      | 1  | Manuel Neuer (c)       |  |     |
| HV                      | 4  | Benedikt Höwedes       |  |     |
| HV                      | 17 | Jérôme Boateng         |  |     |
| HV                      | 2  | Shkodran Mustafi       |  |     |
| HV                      | 3  | Jonas Hector           |  |     |
| TV                      | 6  | Sami Khedira           |  |     |
| TV                      | 18 | Toni Kroos             |  |     |
| TĐ                      | 13 | Thomas Müller          |  |     |
| TĐ                      | 8  | Mesut Özil             |  |     |
| TĐ                      | 11 | Julian Draxler         |  | 78' |
| TĐ                      | 19 | Mario Götze            |  | 90' |
| Vào sân thay người:     |    |                        |  |     |
| TV                      | 9  | André Schürrle         |  | 78' |
| TV                      | 7  | Bastian Schweinsteiger |  | 90' |
| Huấn luyện viên trưởng: |    |                        |  |     |
| Joachim Löw             |    |                        |  |     |

| TM                      | 12 | Andriy Pyatov           |     |     |
| HV                      | 17 | Artem Fedetskyi         |     |     |
| HV                      | 3  | Yevhen Khacheridi       |     |     |
| HV                      | 20 | Yaroslav Rakitskiy      |     |     |
| HV                      | 13 | Vyacheslav Shevchuk (c) |     |     |
| TV                      | 16 | Serhiy Sydorchuk        |     |     |
| TV                      | 6  | Taras Stepanenko        |     |     |
| TĐ                      | 7  | Andriy Yarmolenko       |     |     |
| TĐ                      | 9  | Viktor Kovalenko        |     | 73' |
| TĐ                      | 10 | Yevhen Konoplyanka      | 68' |     |
| TĐ                      | 8  | Roman Zozulya           |     | 66' |
| Vào sân thay người:     |    |                         |     |     |
| TĐ                      | 11 | Yevhen Seleznyov        |     | 66' |
| TV                      | 21 | Oleksandr Zinchenko     |     | 73' |
| Huấn luyện viên trưởng: |    |                         |     |     |
| Mykhaylo Fomenko        |    |                         |     |     |

| Cầu thủ xuất sắc nhất trận: Toni Kroos (Đức) Trợ lý trọng tài: Michael Mullarkey (Anh) Stephen Child (Anh) Trọng tài bàn: Bobby Madden (Scotland) Các trọng tài phụ (khu vực cấm địa): Michael Oliver (Anh) Craig Pawson (Anh) Giám sát trận đấu: Francis Connor (Anh) |

### Ukraina v Bắc Ireland
| Ukraina | 0–2      | Bắc Ireland                |
| ------- | -------- | -------------------------- |
|         | Chi tiết | McAuley 49' · McGinn 90+6' |

| Ukraina | Bắc Ireland |

| TM                      | 12 | Andriy Pyatov           |     |     |
| HV                      | 17 | Artem Fedetskyi         |     |     |
| HV                      | 3  | Yevhen Khacheridi       |     |     |
| HV                      | 20 | Yaroslav Rakitskiy      |     |     |
| HV                      | 13 | Vyacheslav Shevchuk (c) |     |     |
| TV                      | 16 | Serhiy Sydorchuk        | 67' | 76' |
| TV                      | 6  | Taras Stepanenko        |     |     |
| TĐ                      | 7  | Andriy Yarmolenko       |     |     |
| TĐ                      | 9  | Viktor Kovalenko        |     | 83' |
| TĐ                      | 10 | Yevhen Konoplyanka      |     |     |
| TĐ                      | 11 | Yevhen Seleznyov        | 40' | 71' |
| Vào sân thay người:     |    |                         |     |     |
| TĐ                      | 8  | Roman Zozulya           |     | 71' |
| TV                      | 19 | Denys Harmash           |     | 76' |
| TV                      | 21 | Oleksandr Zinchenko     |     | 83' |
| Huấn luyện viên trưởng: |    |                         |     |     |
| Mykhaylo Fomenko        |    |                         |     |     |

| TM                      | 1  | Michael McGovern |       |       |
| HV                      | 18 | Aaron Hughes     |       |       |
| HV                      | 20 | Craig Cathcart   |       |       |
| HV                      | 4  | Gareth McAuley   |       |       |
| HV                      | 5  | Jonny Evans      | 90+4' |       |
| TV                      | 19 | Jamie Ward       | 63'   | 69'   |
| TV                      | 13 | Corry Evans      |       | 90+3' |
| TV                      | 8  | Steven Davis (c) |       |       |
| TV                      | 16 | Oliver Norwood   |       |       |
| TV                      | 14 | Stuart Dallas    | 87'   |       |
| TĐ                      | 11 | Conor Washington |       | 84'   |
| Vào sân thay người:     |    |                  |       |       |
| TV                      | 7  | Niall McGinn     |       | 69'   |
| TĐ                      | 21 | Josh Magennis    |       | 84'   |
| HV                      | 17 | Paddy McNair     |       | 90+3' |
| Huấn luyện viên trưởng: |    |                  |       |       |
| Michael O'Neill         |    |                  |       |       |

| Cầu thủ xuất sắc nhất trận: Gareth McAuley (Bắc Ireland) Trợ lý trọng tài: Roman Slyško (Slovakia) Tomáš Mokrusch (Cộng hòa Séc) Trọng tài bàn: Anastasios Sidiropoulos (Hy Lạp) Các trọng tài phụ (khu vực cấm địa): Petr Ardeleánu (Cộng hòa Séc) Michal Paták (Cộng hòa Séc) Giám sát trận đấu: Damianos Efthymiadis (Hy Lạp) |

### Đức v Ba Lan
| Đức | 0–0      | Ba Lan |
| --- | -------- | ------ |
|     | Chi tiết |        |

| Đức | Ba Lan |

| TM                      | 1  | Manuel Neuer (c) |     |     |
| HV                      | 4  | Benedikt Höwedes |     |     |
| HV                      | 17 | Jérôme Boateng   | 67' |     |
| HV                      | 5  | Mats Hummels     |     |     |
| HV                      | 3  | Jonas Hector     |     |     |
| TV                      | 18 | Toni Kroos       |     |     |
| TV                      | 6  | Sami Khedira     | 3'  |     |
| TĐ                      | 13 | Thomas Müller    |     |     |
| TĐ                      | 8  | Mesut Özil       | 34' |     |
| TĐ                      | 11 | Julian Draxler   |     | 71' |
| TĐ                      | 19 | Mario Götze      |     | 66' |
| Vào sân thay người:     |    |                  |     |     |
| TV                      | 9  | André Schürrle   |     | 66' |
| TĐ                      | 23 | Mario Gómez      |     | 71' |
| Huấn luyện viên trưởng: |    |                  |     |     |
| Joachim Löw             |    |                  |     |     |

| TM                      | 22 | Łukasz Fabiański       |       |     |
| HV                      | 20 | Łukasz Piszczek        |       |     |
| HV                      | 15 | Kamil Glik             |       |     |
| HV                      | 2  | Michał Pazdan          |       |     |
| HV                      | 3  | Artur Jędrzejczyk      |       |     |
| TV                      | 10 | Grzegorz Krychowiak    |       |     |
| TV                      | 5  | Krzysztof Mączyński    | 45'   | 76' |
| TĐ                      | 16 | Jakub Błaszczykowski   |       | 80' |
| TĐ                      | 11 | Kamil Grosicki         | 55'   | 87' |
| TĐ                      | 7  | Arkadiusz Milik        |       |     |
| TĐ                      | 9  | Robert Lewandowski (c) |       |     |
| Vào sân thay người:     |    |                        |       |     |
| TV                      | 6  | Tomasz Jodłowiec       |       | 76' |
| TV                      | 21 | Bartosz Kapustka       |       | 80' |
| TV                      | 17 | Sławomir Peszko        | 90+3' | 87' |
| Huấn luyện viên trưởng: |    |                        |       |     |
| Adam Nawałka            |    |                        |       |     |

| Cầu thủ xuất sắc nhất trận: Jérôme Boateng (Đức) Trợ lý trọng tài: Sander van Roekel (Hà Lan) Erwin Zeinstra (Hà Lan) Trọng tài bàn: Daniele Orsato (Ý) Các trọng tài phụ (khu vực cấm địa): Pol van Boekel (Hà Lan) Richard Liesveld (Hà Lan) Giám sát trận đấu: Elenito Di Liberatore (Ý) |

### Ukraina v Ba Lan
| Ukraina | 0–1      | Ba Lan             |
| ------- | -------- | ------------------ |
|         | Chi tiết | Błaszczykowski 54' |

| Ukraina | Ba Lan |

| TM                      | 12 | Andriy Pyatov       |     |       |
| HV                      | 17 | Artem Fedetskyi     |     |       |
| HV                      | 3  | Yevhen Khacheridi   |     |       |
| HV                      | 5  | Oleksandr Kucher    | 38' |       |
| HV                      | 2  | Bohdan Butko        |     |       |
| TV                      | 14 | Ruslan Rotan (c)    | 25' |       |
| TV                      | 6  | Taras Stepanenko    |     |       |
| TĐ                      | 7  | Andriy Yarmolenko   |     |       |
| TĐ                      | 21 | Oleksandr Zinchenko |     | 73'   |
| TĐ                      | 10 | Yevhen Konoplyanka  |     |       |
| TĐ                      | 8  | Roman Zozulya       |     | 90+2' |
| Vào sân thay người:     |    |                     |     |       |
| HV                      | 9  | Viktor Kovalenko    |     | 73'   |
| HV                      | 4  | Anatoliy Tymoshchuk |     | 90+2' |
| Huấn luyện viên trưởng: |    |                     |     |       |
| Mykhaylo Fomenko        |    |                     |     |       |

| TM                      | 22 | Łukasz Fabiański       |     |       |
| HV                      | 4  | Thiago Cionek          |     |       |
| HV                      | 15 | Kamil Glik             |     |       |
| HV                      | 2  | Michał Pazdan          |     |       |
| HV                      | 3  | Artur Jędrzejczyk      |     |       |
| TV                      | 6  | Tomasz Jodłowiec       |     |       |
| TV                      | 10 | Grzegorz Krychowiak    |     |       |
| TĐ                      | 19 | Piotr Zieliński        |     | 46'   |
| TĐ                      | 21 | Bartosz Kapustka       | 60' | 71'   |
| TĐ                      | 7  | Arkadiusz Milik        |     | 90+3' |
| TĐ                      | 9  | Robert Lewandowski (c) |     |       |
| Vào sân thay người:     |    |                        |     |       |
| TV                      | 16 | Jakub Błaszczykowski   |     | 46'   |
| TV                      | 11 | Kamil Grosicki         |     | 71'   |
| TV                      | 23 | Filip Starzyński       |     | 90+3' |
| Huấn luyện viên trưởng: |    |                        |     |       |
| Adam Nawałka            |    |                        |     |       |

| Cầu thủ xuất sắc nhất trận: Ruslan Rotan (Ukraina) Trợ lý trọng tài: Kim Thomas Haglund (Na Uy) Frank Andås (Na Uy) Trọng tài bàn: Hüseyin Göçek (Thổ Nhĩ Kỳ) Các trọng tài phụ (khu vực cấm địa): Ken Henry Johnsen (Na Uy) Svein-Erik Edvartsen (Na Uy) Giám sát trận đấu: Bahattin Duran (Thổ Nhĩ Kỳ) |

### Bắc Ireland v Đức
| Bắc Ireland | 0–1      | Đức       |
| ----------- | -------- | --------- |
|             | Chi tiết | Gómez 30' |

| Bắc Ireland | Đức |

| TM                      | 1  | Michael McGovern |  |     |
| HV                      | 18 | Aaron Hughes     |  |     |
| HV                      | 4  | Gareth McAuley   |  |     |
| HV                      | 20 | Craig Cathcart   |  |     |
| HV                      | 5  | Jonny Evans      |  |     |
| TV                      | 8  | Steven Davis (c) |  |     |
| TV                      | 13 | Corry Evans      |  | 84' |
| TV                      | 16 | Oliver Norwood   |  |     |
| TĐ                      | 19 | Jamie Ward       |  | 70' |
| TĐ                      | 14 | Stuart Dallas    |  |     |
| TĐ                      | 11 | Conor Washington |  | 59' |
| Vào sân thay người:     |    |                  |  |     |
| TĐ                      | 10 | Kyle Lafferty    |  | 59' |
| TĐ                      | 21 | Josh Magennis    |  | 70' |
| TV                      | 7  | Niall McGinn     |  | 84' |
| Huấn luyện viên trưởng: |    |                  |  |     |
| Michael O'Neill         |    |                  |  |     |

| TM                      | 1  | Manuel Neuer (c)       |  |     |
| HV                      | 21 | Joshua Kimmich         |  |     |
| HV                      | 17 | Jérôme Boateng         |  | 76' |
| HV                      | 5  | Mats Hummels           |  |     |
| HV                      | 3  | Jonas Hector           |  |     |
| TV                      | 6  | Sami Khedira           |  | 69' |
| TV                      | 18 | Toni Kroos             |  |     |
| TĐ                      | 8  | Mesut Özil             |  |     |
| TĐ                      | 13 | Thomas Müller          |  |     |
| TĐ                      | 19 | Mario Götze            |  | 55' |
| TĐ                      | 23 | Mario Gómez            |  |     |
| Vào sân thay người:     |    |                        |  |     |
| TV                      | 9  | André Schürrle         |  | 55' |
| TV                      | 7  | Bastian Schweinsteiger |  | 69' |
| HV                      | 4  | Benedikt Höwedes       |  | 76' |
| Huấn luyện viên trưởng: |    |                        |  |     |
| Joachim Löw             |    |                        |  |     |

| Cầu thủ xuất sắc nhất trận: Mesut Özil (Đức) Trợ lý trọng tài: Frédéric Cano (Pháp) Nicolas Danos (Pháp) Trọng tài bàn: Slavko Vinčić (Slovenia) Các trọng tài phụ (khu vực cấm địa): Benoît Bastien (Pháp) Fredy Fautrel (Pháp) Giám sát trận đấu: Robert Vukan (Slovenia) |